# Satu Nou, Argeș
Satu Nou este un sat în comuna Ungheni din județul Argeș, Muntenia, România.